# Dynamic-Link Library
Dynamic-Link Library (DLL) е програмна библиотека употребявана от Microsoft Windows.

## Предисловие
Въведена е за намаляване на употребяваната RAM памет и на твърдия диск. Ако има програмен код, който се употребява повече от един път, той се обобщава в един файл (библиотека) и се зарежда само един път в оперативната памет.

## Програмни примери

### Създаване
Нужно е да се въведе следния откъс от код за даден програмен клас:
```
#include <windows.h>
```

```
#if defined(_MSC_VER)
#define DLL __declspec(dllexport)
#else
#define DLL
#endif
```

## Начин на работа

### Зареждане при стартиране на програмата
Оперативна система (Loader-а ѝ) зарежда динамичната библиотека в оперативната памет и изчита внесената таблица на програмата използваща библиотеката.